# Montemurro
Pour les articles homonymes, voir Montemurro (homonymie).
Montemurro est une commune italienne d'environ 1 400 habitants située dans la province de Potenza, dans la région Basilicate, en Italie méridionale.

## Administration
| Période                                  | Période | Identité | Étiquette | Qualité |
| ---------------------------------------- | ------- | -------- | --------- | ------- |
|                                          |         |          |           |         |
| Les données manquantes sont à compléter. |         |          |           |         |

### Communes limitrophes
Armento, Corleto Perticara, Grumento Nova, San Martino d'Agri, Spinoso, Viggiano.